# Mosquée Abou Doulaf
La mosquée Abou Doulaf (en arabe : جامع أبو دلف) se trouve au nord de Samarra, dans la province de Salah ad-Din, en Irak.

## Historique
La mosquée est commandée par le 10e calife abbasside Al-Mutawakkil en l'an 859.
Cet édifice rectangulaire est formé d'un sahn découvert entouré de couloirs, celui de la qibla étant le plus grand. Avec ses 46 800 m2 de superficie, la mosquée figure parmi les plus grandes du monde. Son minaret emblématique se trouve côté nord ; il prend la forme d'une spirale et ressemble au Malwiya de la grande mosquée de Samarra. Il est inspiré du Minar de Firuzabad (en) en Iran. Il s'élève à 32 m et repose sur une base carrée.

## Galerie

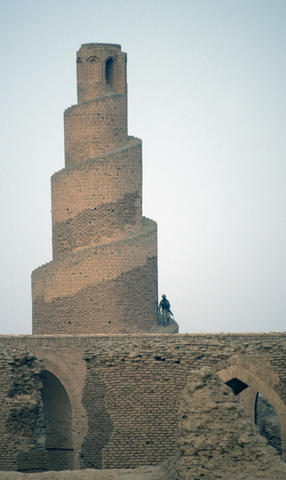
Vue rapprochée du minaret